# Clay Shaw
Pour les articles homonymes, voir Shaw.
Clay Laverne Shaw, né le 17 mars 1913 à Kentwood en Louisiane et mort le 14 août 1974 à La Nouvelle-Orléans également en Louisiane, est un homme d'affaires américain de La Nouvelle-Orléans. Il était une des personnes poursuivies dans le cadre de l'assassinat du président John F. Kennedy et a été acquitté.

## Biographie
Clay Shaw, héros de la Seconde Guerre mondiale, avait notamment participé à la création d'un International Trade Mart à La Nouvelle-Orléans lorsqu'il fut arrêté, en 1967, par le procureur Jim Garrison, qui croyait qu'il était l'homme désigné sous le nom de Clay Bertrand dans le rapport de la Commission Warren. Un avocat, Dean Adam Andrews Jr., avait témoigné du fait qu'un dénommé Clay Bertrand lui avait demandé de défendre Lee Harvey Oswald. Garrison pensait que Clay Bertrand était le nom sous lequel Shaw était connu dans le milieu homosexuel de la ville. Andrews avait décrit Bertrand comme un bisexuel et Shaw était homosexuel. Andrews n'identifia jamais Shaw comme étant Bertrand, et affirma plus tard que Bertrand était en fait un nom qu'il avait lui-même donné comme surnom à une autre personne.
Pendant le procès, en mars 1969, Perry Russo, un courtier en assurances, fut le  principal témoin à charge en déclarant avoir entendu Clay Shaw, Lee Harvey Oswald et David Ferrie discuter d'un complot contre le président John Kennedy. Perry Russo revint plus tard sur ses déclarations et affirma avoir tout inventé. Un autre témoin de Garrison, en révélant qu'il prenait régulièrement les empreintes digitales de sa fille pour vérifier qu'elle n'avait pas été remplacée par un sosie, réduisit à néant les arguments de l'accusation. Shaw fut déclaré non coupable par le jury à l'issue de délibérations qui durèrent moins d'une heure.
Deux jours après la fin du procès, Garrison arrêta à nouveau Shaw pour faux témoignage car il avait affirmé lors du procès ne connaitre ni Ferrie ni Oswald. Finalement, après deux ans de procès, un tribunal fédéral émit une injonction permanente contre Garrison en lui interdisant de poursuivre encore Shaw. Garrison alla jusqu'à la Cour suprême, où il perdit.
Shaw, ruiné par le procès, attaqua ensuite Garrison afin de pouvoir toucher des dommages et intérêts, mais mourut en 1974 d'un cancer du poumon. 
Garrison perdit son siège de procureur aux élections suivantes. Il écrivit un livre au sujet de son enquête, Sur la piste des assassins, sur lequel Oliver Stone se basa pour réaliser son film JFK, dans lequel le rôle de Shaw est tenu par Tommy Lee Jones.

## Appartenance à la CIA
Garrison affirma entre autres que Shaw faisait partie de la CIA, ce que Shaw nia constamment. En 1979, Richard Helms, ancien directeur de la CIA entre 1966 et 1973, indiqua lors d'un témoignage en justice que Clay Shaw avait été un contact occasionnel de la Division des contacts domestiques de la CIA, contact au cours desquels Shaw donnait des informations relatives à ses voyages à l'étranger, généralement en Amérique latine. 
Cependant, les contacts de la Division des contacts domestiques ne peuvent être considérés comme « travaillant » pour la CIA : ils ont avec l'Agence des contacts similaires à ceux qu'auraient les témoins d'un délit avec la police. Cette division de l'Agence contactait de manière régulière des hommes d'affaires ou des journalistes qui voyageaient dans certains pays afin de recueillir des informations. Clay Shaw n'a donc effectivement pas travaillé pour la CIA, mais a été un des milliers de citoyens américains ayant répondu aux questions que l'Agence lui posait au sujet de ses voyages. Selon un mémorandum interne de la CIA de 1967, Clay Shaw eut 36 contacts avec la Division des contacts domestiques entre 1949 et 1956, date à laquelle tout contact cessa[réf. nécessaire].